# Die Sachverständigen
Die Sachverständigen är en tysk dramakomedi från 1973 i regi av Norbert Kückelmann.

## Utmärkelser
Filmen vann Tyska filmpriset för bästa film och Silverbjörnen vid filmfestivalen i Berlin 1973.

## Rollista i urval
- Mathias Eysen - Matthias Mainzer
- Eckhard Langmann - läkaren
- Wolfgang Ebert - utredaren
- Ernst Battenberg - anstaltschefen
- Walter Sedlmayr